# Saint-Pierre-des-Échaubrognes

Saint-Pierre-des-Échaubrognes este o comună în departamentul Deux-Sèvres, Franța. În 2009 avea o populație de 1,374 de locuitori.